# Allium desertorum
Allium desertorum là một loài thực vật có hoa trong họ Amaryllidaceae. Loài này được Forssk. mô tả khoa học đầu tiên năm 1775.